# Paul Wineberger
Paul Anton Wineberger (* 7. Oktober 1758 in Mergentheim; † 8. Februar 1821 in Hamburg) war ein deutscher Cellist, Organist, Musikpädagoge und Komponist.

## Leben
Paul Wineberger studierte in Würzburg und Heidelberg Theologie. Ab 1778 war er in Mannheim, unter der Leitung des Ex-Jesuiten Alexander Keck, als Musiklehrer am „Seminarium musicum“ und Organist der Großen Hofkirche tätig. Ab 1780 wirkte Wineberger als Cellist in der Hofkapelle zu Wallerstein, 1785 wurde er dort Konzertmeister, Hofkomponist und Musikdirektor. Von 1798 an lebte er als Cellist und Musiklehrer in Hamburg.